# Linda Watson
Linda Watson (*San Francisco, California) es una soprano dramática estadounidense de relevancia internacional con destacadas incursiones en óperas de Richard Wagner y Richard Strauss.
Estudió en el conservatorio de New England y se perfeccionó en Viena, Austria. Debutó en Aquisgrán como mezzosoprano prosiguiendo en Leipzig y la Staatsoper de Viena en 1997 como Venus en Tannhäuser.
Su primer papel como soprano fue Sieglinde en Die Walküre en Essen, siguieron Leonora en Fidelio, Kundry en Parsifal, Isolde, la Mariscala en Der Rosenkavalier y Ariadne auf Naxos. 
Debutó en 1998 en el Festival de Bayreuth como Kundry en Parsifal, en la producción de Wolfgang Wagner dirigida por Giuseppe Sinopoli, regresando en 2000 como Ortrud en Lohengrin (2000-2002 y 2005) y cantando Brünnhilde en la producción de El anillo del nibelungo de Tankred Dorst dirigido por Christian Thielemann (2006-2010).
En 2010 debutó como Elektra y La mujer sin sombra de Richard Strauss en la producción de Wernicke.
Actúa en La Scala, Los Ángeles, Paris, Florencia, Madrid, Múnich, Bonn, Baden Baden, Düsseldorf y Berlín con regularidad.
En 2012 debutó en el Teatro Colón de Buenos Aires como Brünhilde en la versión compactada en 7 horas de la tetralogía wagneriana bautizada "Colón-Ring".

## Discografía
- Wagner: Parsifal / Giuseppe Sinopoli, Festival de Bayreuth (1998, DVD)
- Wagner: La valquiria / Bertrand de Billy, Barcelona (2003, DVD)
- Wagner: El Anillo del Nibelungo / Hartmut Haenchen, Netherlands Philharmonic (2005, DVD)
- Wagner: El Anillo del Nieblungo / Christian Thielemann, Festival de Bayreuth (2008)
- Wagner: La valquiria / Christian Thielemann, Festival de Bayreuth (2010, DVD)